# Joachim Mattern
Joachim Mattern, född den 2 maj 1948 i Beeskow, Tyskland, är en östtysk kanotist.
Han tog OS-guld i K-2 500 meter och OS-silver i K-2 1000 meter i samband med de olympiska kanottävlingarna 1976 i Montréal.